# Ughetto Forno - Il partigiano bambino
Ughetto Forno - Il partigiano bambino è un cortometraggio del 2022 diretto da Fabio Vasco.
La pellicola è liberamente ispirata alla vita di Ugo Forno, partigiano che fu, a soli 12 anni, l'ultima vittima della Resistenza romana (insieme al compagno Francesco Guidi) e per questo fu decorato con la medaglia d'oro postuma al merito civile.

## Trama
È un pomeriggio di fine anno scolastico e Lorenzo ed i suoi compagni si incontrano vicino al ponte intitolato ad Ughetto Forno. Nel mentre di una partita, un forte colpo alla testa preso da Lorenzo a seguito di una caduta, nel tentativo di andare a recuperare la palla oltre la staccionata, lo risveglia nel fatidico 5 giugno 1944, facendogli rivivere in prima persona tutto ciò che visse Ugo Forno nel tentativo di salvare il ponte dell’Aniene dall'avanzata dei nazisti a Roma. 

## Colonna sonora
La colonna sonora del film è stata composta da Carmine Padula.

## Distribuzione
Il film è stato presentato in anteprima in occasione del Festival del Cinema di Torino ed è in selezione per diversi festival tra cui il Giffoni Film Festival 2023.

## Riconoscimenti
- Nastri d'Argento 2023
  - Menzione speciale nella sezione Corti d'Argento